# 栃木県道352号佐野SAスマートインター線

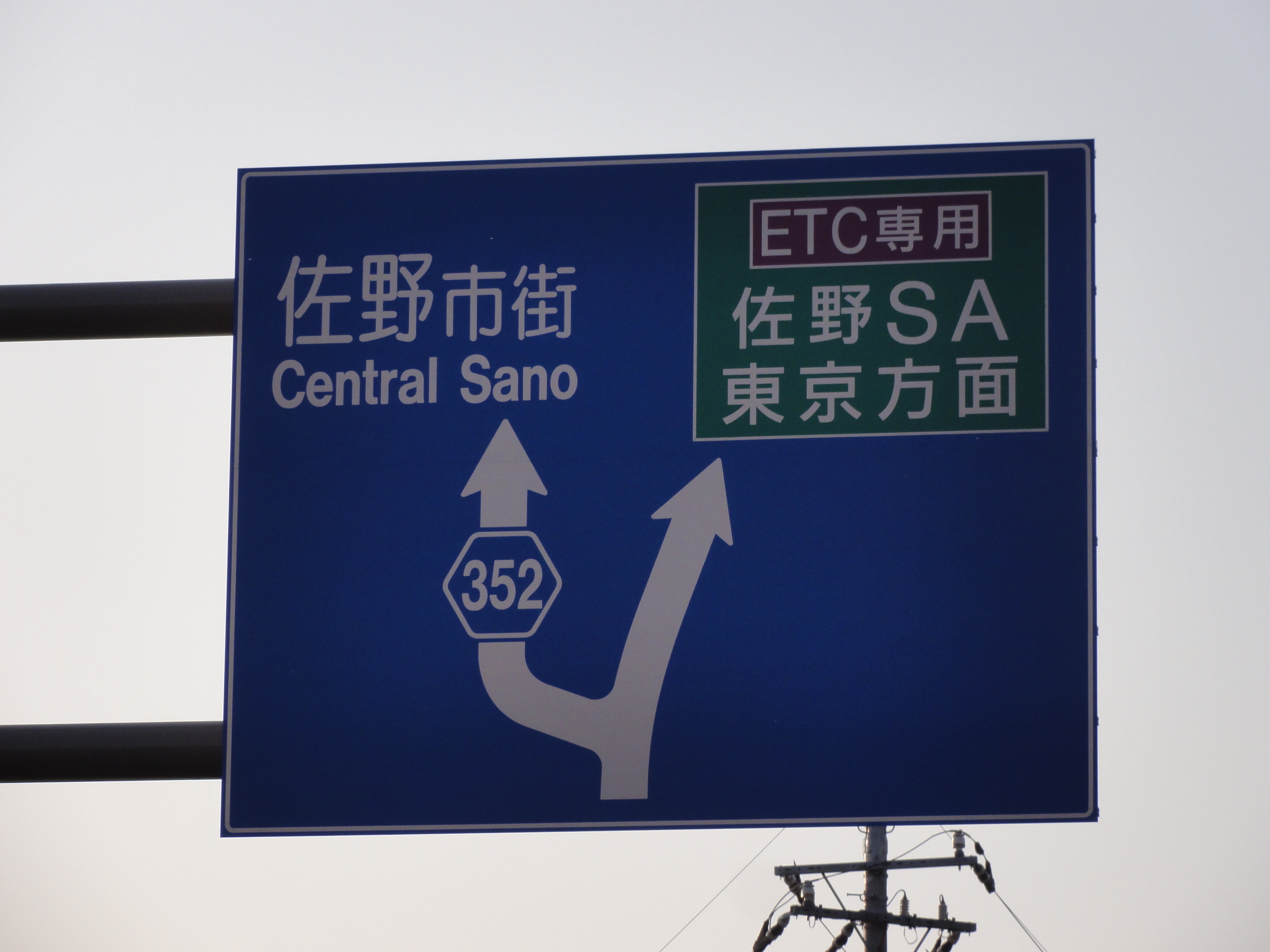
分岐点付近の標識

栃木県道352号佐野SAスマートインター線（とちぎけんどう352ごう さのサービスエリアスマートインターせん）は、栃木県佐野市に位置する一般県道である。

## 概要
本路線が接続する佐野SAスマートインターチェンジの開通に合わせ、建設された路線である。佐野SAスマートインターチェンジの構造上、ほぼ中間地点で東京方面と福島方面の流出入口へ分かれる。東京方面への流出入口が関川町にかかっている。

### 路線データ
- 総延長：0.9km
- 起点：栃木県佐野市黒袴町（栃木県道270号佐野環状線交点（予定））
- 終点：栃木県佐野市黒袴町、関川町（東北自動車道佐野SAスマートインターチェンジ）

## 歴史
- 2011年（平成23年）4月28日 - 供用開始